# Louis Paulhan
Louis Isidore Auguste Marie Paulhan (Pézenas, 18 luglio 1883 – Saint-Jean-de-Luz, 10 febbraio 1963) è stato un militare e aviatore francese, considerato un pioniere dell'aviazione ed è noto per aver vinto il primo premio alla Competizione aeronautica da Londra a Manchester del 1910 indetta dal Daily Mail.

## Biografia
Nacque a Pézenas, Hérault, il 19 luglio 1883, figlio di Leopold e di Henriette Marie Louise Mestre, ed appassionatosi al mondo della nascente aviazione, iniziò la sua carriera di pilota di aeroplani con la costruzione di aeromodelli. All'età di diciassette anni si arruolò nell'Armée de terre, e nel 1901, in servizio al primo Corpo del Genio di Versailles, viene assegnato come aeronauta al centro studi di Chalais-Meudon. Qui era agli ordini del colonnello Charles Renard (1847-1905) e dell'ingegnere motoristico Arthur Constantin Krebs (creatore dei primi motori Panhard-Levassor), specialisti in dirigibili, e nel 1902, fu promosso sottufficiale ed apprese la teoria del volo in mongolfiera. 
Nel febbraio 1905 presentò alla prima competizione aeronautica organizzata dall'Aéro-Club de France a Parigi nella grande galleria delle macchine, un aereo biplano in tandem alimentato da un motore a cherosene Dion da 1,75 CV. Dopo il servizio militare, fu impiegato dal produttore di mongolfiere Édouard Surcouf a Billancourt come meccanico, lavorando alla ricostruzione del dirigibile La Ville de Paris con nuovi piani di coda, effettuando numerosi voli a bordo dell'aeronave nel 1907. Nel 1907 partecipò con l'ingegnere Henry Kapféré alla costruzione di un biplano Voisin finanziato da Henry Deutsch de la Meurthe, presidente dell'Aero Club de France. Durante i quattro anni in cui lavorò con Surcouf, dal 1906 al 1909, partecipò a gare di alianti. Nella primavera del 1908 partecipò alla costruzione del monoplano Kapférer con motore Robert Esnault-Pelterie a sette cilindri da 35 CV.
Nel giugno di quell'anno vinse il primo premio, la cellula di aereo Voisin non motorizzato, a un concorso per la progettazione di aeromodelli indetto dal colonnello Charles Renard. Grazie agli amici che lavorano al quotidiano L'Aviation riuscì ad acquistare un motore rotativo Gnome a 7 cilindri da 50 hp. Tra l'autunno 1908 e la primavera 1909 imparò a pilotare il suo Voisin a Issy-les-Moulineaux, ottenendo il brevetto di pilota nel mese di febbraio. Tale brevetto, il n.10, dall'Aéro-Club de France che gli venne ufficialmente consegnato il 17 settembre, mentre Paul Tissandier ebbe il n.10bis. Il 7 giugno 1909 inaugurò il raduno aeronautico di Bar sur Aube, uno dei primi al mondo.
Si affermò rapidamente come pilota dotato.  Al raduno sull'aeroporto di La Brayelle, Douai, 10-18 luglio 1909, stabilì i nuovi record di altitudine (150 metri) e durata (1 ora e 7 minuti), coprendo 47 chilometri. A Dunkerque il 7 agosto si esibì sul suo Voisin-Gnome effettuando un volo di 73 chilometri in un'ora e trentasette minuti. È a Bétheny, vicino a Reims, durante la Grande Semaine d'Aviation della Champagne, che incontrò l'aviatore americano Glenn Curtiss. Dopo Reims partecipò al raduno di Tournai in Belgio, il 5 settembre, poi alle quello di Chalons-sur-Marne l'8 ottobre, e infine al Blackpool Aviation Week in Inghilterra il 30 ottobre. Qui conquistò il record del mondo di altitudine, davanti a 20.000 spettatori, raggiungendo i 232 metri. Il primo giorno di novembre vinse la Coppa Michelin volando per 155 chilometri in due ore quarantanove minuti senza alcuna sosta.

### Il tour in America
Nel gennaio 1910 fu invitato negli Stati Uniti d'America per partecipare a spettacoli aerei e competizioni, al Los Angeles International Air Meet (10-20 gennaio). Arrivò con due monoplani Blériot e due biplani Farman. I fratelli Wright, sebbene non prendessero parte all'evento, erano lì con i loro avvocati per impedire a lui e a Glenn Curtiss di volare. I fratelli Wright sostenevano che gli Alettone (aeronautica)alettoni dei loro velivoli violavano i brevetti. Diede alla signora Madame Dick Ferris, moglie dell'organizzatore, la sua prima esperienza di volo. Il 12 gennaio stabilì un nuovo record di altitudine di 1.269 m, battendo il suo precedente record di 580 m, e vinse il premio di resistenza con un volo durato 1 ora 49 minuti e 40 secondi.  Compie un volo di 72 chilometri tra Santa-Anita e il campo d'aviazione dove si teneva il raduno. Il 15 gennaio effettuò un volo di 30 chilometri sul mare. In Colorado riuscì a decollare da un campo situato a 1.600 metri altitudine. Negli Stati Uniti d'America vinse premi per un totale di 19.000 dollari. William Randolph Hearst la sua prima esperienza di volo, mentre deluso rimase William Boeing. Mentre partecipava al primo American Air Meet a Los Angeles, Boeing chiese a quasi tutti gli aviatori di poter fare un giro sul loro aereo, ma nessuno disse di sì tranne Paulhan. Per tre giorni Boeing aspettò, ma il quarto giorno scoprì che l'aviatore francese aveva già lasciato il raduno.
Da Los Angeles si spostò per dare esibizioni a San Francisco e Salt Lake City, nello Utah, dove il titolo del quotidiano Deseret News annunciò che il Re dell'Aria è qui per volare. Fece apparizioni anche a New Orleans ed effettuò il primo volo di un aereo in Texas.
Il caso dei fratelli Wright lo portò, il 17 febbraio, davanti a un giudice federale che gli ordinò di pagare 25.000 dollari per ogni esibizione effettuata. Furioso, annullò il suo tour americano e andò a New York City per sfidare i fratelli Wright offrendo gratuitamente voli dimostrativi al pubblico. La disputa continuò e a marzo fu raggiunto un accordo in base al quale avrebbe potuto continuare a dare esibizioni di volo sul suo biplano Farman a condizione di pagare una cauzione di 6.000 dollari a settimana, in attesa dell'esito del caso. La faccenda minacciò il previsto incontro di aviazione internazionale che sarebbe stato ospitato dall'Aero Club of America, in cui si sarebbe tenuta la competizione per il Gordon Bennett Trophy. Secondo Courtlandt Field Bishop, presidente dell'Aero Club of America, tutti i principali aviatori stranieri gli avevano assicurato che non si sarebbero presentati nel paese fino a quando il caso non fosse stato deciso. Se egli avesse vinto, avrebbero gareggiato; se avesse perso, 'non si sarebbero preoccupati di mettersi sotto la giurisdizione delle corti americane. Alla fine, furioso, l'aviatore francese ritornò in silenzio in Patria.
La causa sul brevetto dei Wright si trascinò per molti altri anni, coinvolgendo Curtiss e molti altri piloti e costruttori.

### Di nuovo in Europa

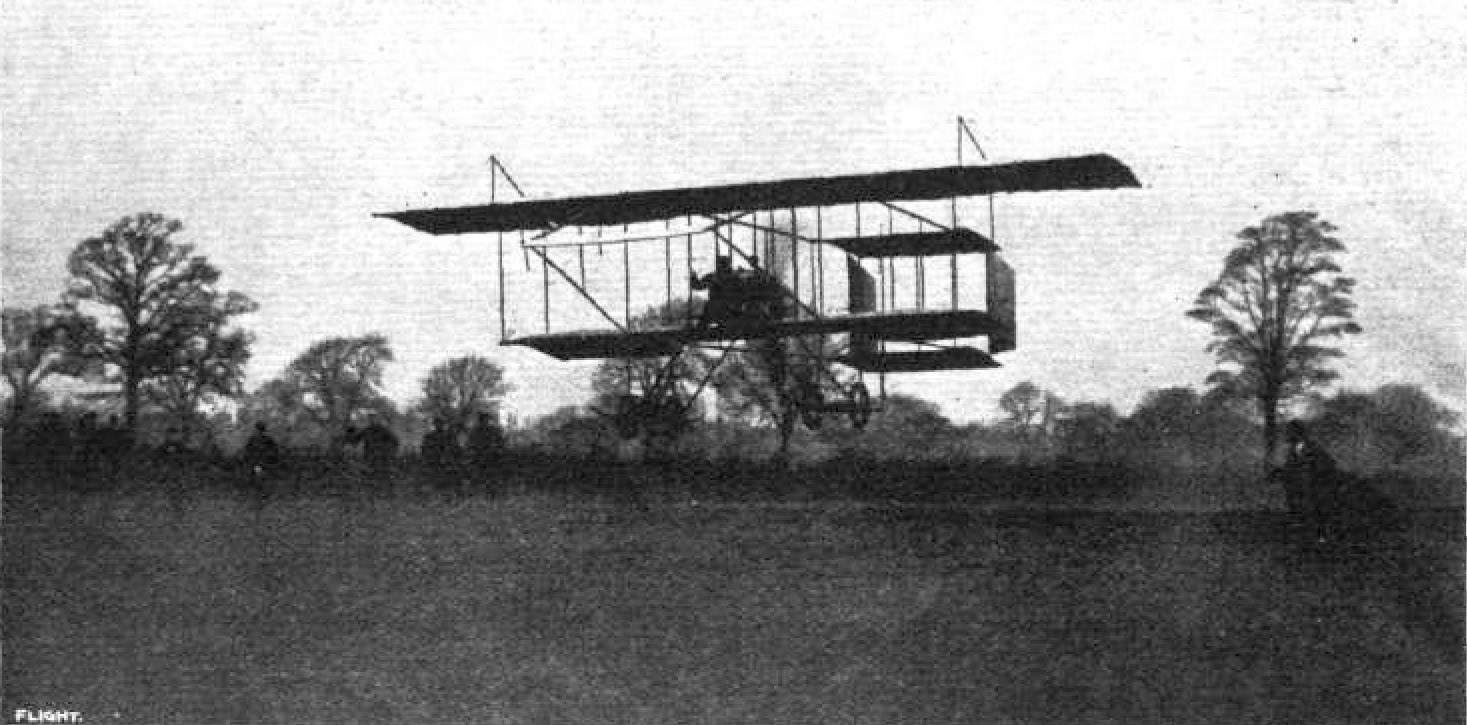
Paulhan atterra con il suo biplano Farman III a Didsbury, vincendo la Competizione aeronautica da Londra a Manchester del 1910.

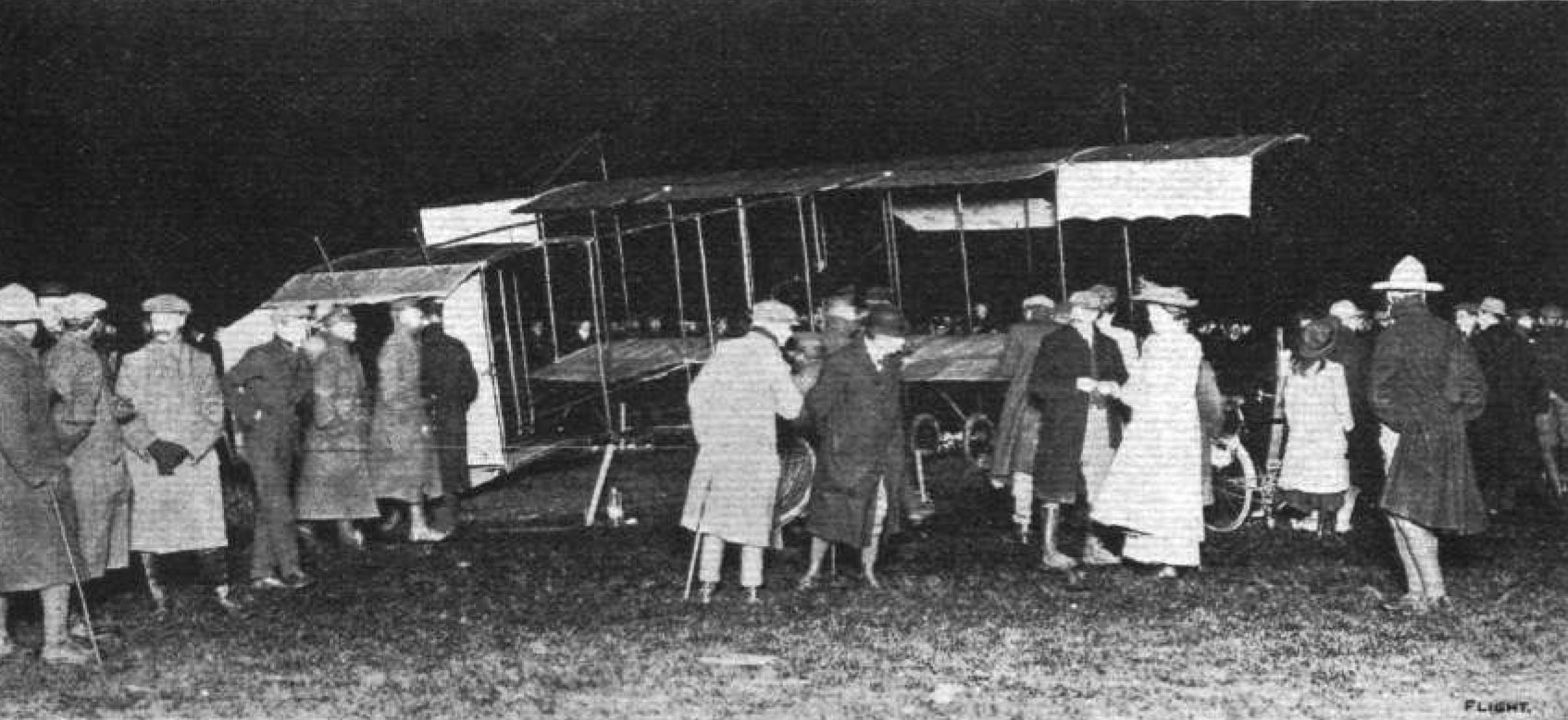
L'aeroplano di Paulhan a Lichfield, la mattina di mercoledì 27 aprile 1910.

Ritornato in Europa continuò le sue imprese aviatorie.  Nell'aprile del 1910, vinse la gara aerea Londra-Manchester, aggiudicandosi il premio di 10.000 sterline offerto per aver volato da Londra a Manchester, una distanza di 314 km. Questo premio era stato offerto nel 1906 dal Daily Mail al primo pilota che avesse volato da Londra a Manchester entro le 24 ore. Il volo doveva iniziare e terminare entro cinque miglia dall'ufficio del Daily Mail in ogni città, con non più di due atterraggi lungo il percorso. Egli arrivò a Manchester 12 ore dopo essere partito da Londra, volando per 4 ore e 12 minuti, con una sosta notturna a Lichfield, a 117 miglia dal suo punto di partenza. Batté così il suo rivale britannico, Claude Graham-White. C'è una targa blu su una casa in Paulhan Road, Burnage, Manchester, nel luogo dove effettuò il suo atterraggio vincente. Il 15 agosto 1910 il Presidente della Repubblica Francese Alexandre Millerand lo insignì del titolo di Cavaliere della Legion d'onore.
Nel 1910 fu uno dei primi piloti a pilotare un idrovolante, l'Hydravion progettato da Henri Fabre, e vinse un premio di 10.000 sterline per il maggior numero di voli effettuati nell'anno. Nel settembre 1910, grazie ai 400.000 franchi guadagnati nell'ultimo anno negli spettacoli aerei, rivolse inoltre la sua attenzione alla progettazione di aeromobili. Aprì un proprio stabilimento a Satrouville, al n.45 di avenue de la station,  presentando il suo primo velivolo, designato machine à voler, nel dicembre 1910 al Salone dell'aeronautica al Grand Palais di Parigi. Realizzò poi un biplano in collaborazione con Fabre, un grande triplano che volò alla competizione di prove di aeromobili militari francesi del 1911 e l'Aéro Torpille in collaborazione con Victor Tatin.
Alla fine di febbraio del 1911 arrivò in Francia la squadra di Glenn Curtiss che lo raggiunse a Juan-les-Pins, portando cinque motori e quattro idrovolanti del tipo Triad. A marzo lui e il pilota della Curtiss Hugh Robinson effettuarono dei voli acrobatici, e tra il 2 e il 3 marzo vinse la Coppa d'Aspremont. Nell'aprile 1911 contattò Curtiss per comprare la licenza di produzione del modello Triad per l’Europa. In estate, lasciò Sartrouville e i circuiti della Senna per installare un'officina di assemblaggio a Juan-les-Pins dove creò una scuola di volo per idrovolanti. In velivoli, in realtà, arrivavano via nave smontati in casse e poi venivano assemblati. Alla fine dell'anno assunse l'ex pilota Farman François Barra. Nel febbraio 1912 aprì una scuola di volo per il pilotaggio degli idrovolanti a Villefranche-sur-Mer prima di trasferirsi ad Arcachon. Con il fotografo locale Léo Neveu, realizza le prime foto aeree del porto di Arcachon.  Il 24 marzo partecipò al meeting aeronautico per idrovolanti a Monaco, classificandosi al terzo posto su Curtiss-Paulhan Triad. Nel maggio 1913, scoraggiato per non essere riuscito ad ottenere la licenza di costruzione del Curtiss Model F, le cui consegne erano ritenute prioritarie dall'US Navy, vendette le sue licenze di costruzione a Louis Schreck.
Nel settembre 1913 fu contattato dal governo serbo intenzionato a creare una propria aviazione nazionale. Nominato comandante rimase in Serbia allo scoppio della prima guerra mondiale.

### Prima Guerra Mondiale

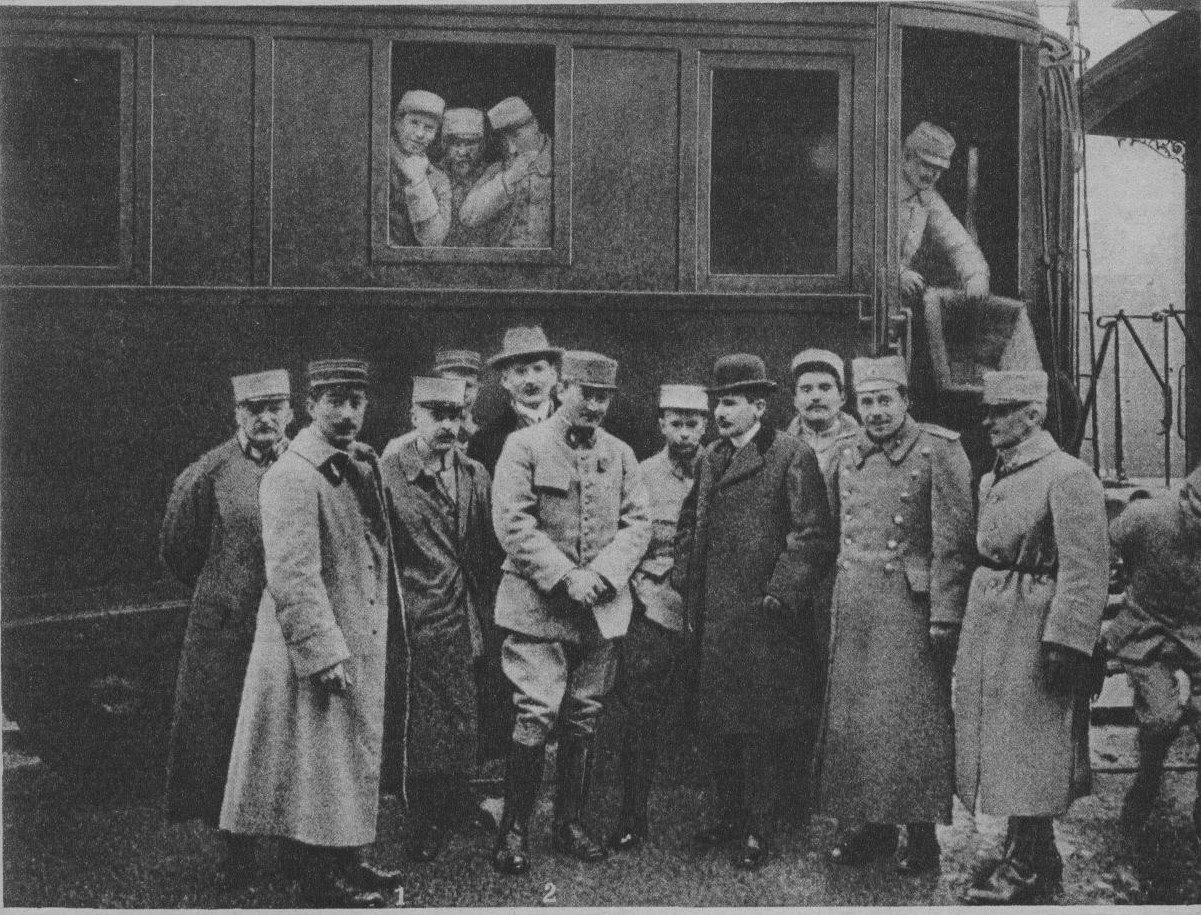
Louis Paulhan e altri aviatori in Serbia nel giugno 1915.

Dopo lo scoppio della guerra fu mobilitato come pilota con il grado di tenente il 15 settembre 1914, prestando servizio inizialmente nel nord della Francia vicino ad Amiens. Fu trasferito sul fronte serbo nel 1915, assegnato all'Armée d'Orient, dove comandò uno squadrone di 10 aeroplani Farman MF.11 ottenendo due vittorie aeree. In volo era talvolta accompagnato da un mitragliere o, a quanto pare, da un meccanico che eseguiva riparazioni in volo. La campagna serba non ebbe successo, ma a lui fu attribuito il primo volo "medevac" (evacuazione sanitaria) al mondo quando portò in salvo il gravemente malato Milan Stefanik. Decorato con la Croix de guerre, e ricevuto due citazioni, tornò in Francia e non volò più in missioni operative, ma divenne pilota collaudatore per i costruttori che sviluppavano nuovi velivoli per l'esercito. Dopo la guerra, il 23 agosto 1925, fu nominato Ufficiale dellaLegion d'onore.

### Dopo il 1918

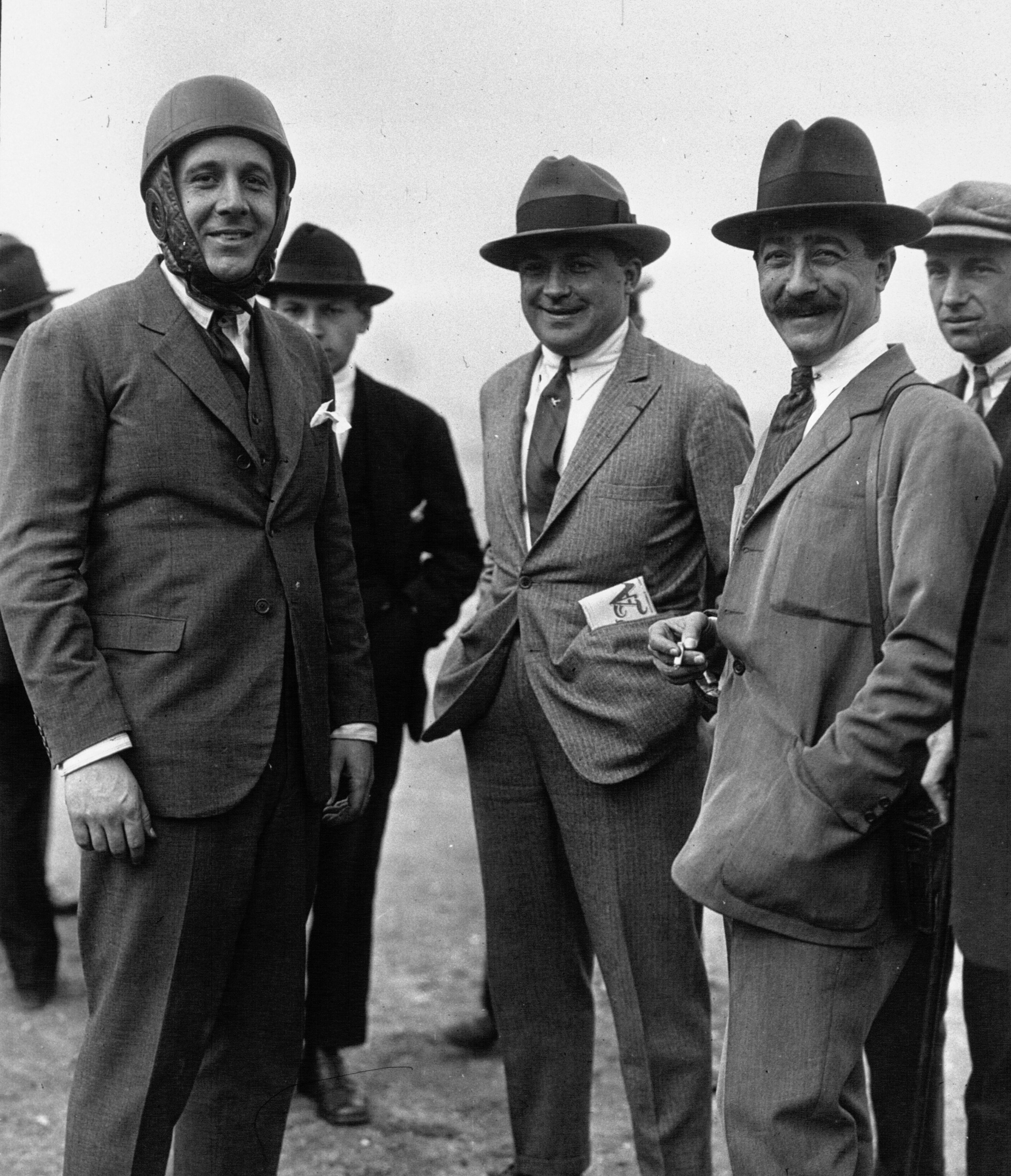
Da sinistra e destra gli aviatori Raúl Pateras Pescara (1890-1966), Joseph Sadi-Lecointe (1891-1944), e Louis Paulhan (1883-1963) a Issy-les-Moulineaux nel 1923.

Dopo la smobilitazione divenne un costruttore di idrovolanti, costruendo macchine su licenza della Curtiss. Lavorò alla costruzione di aeromobili con l'ingegnere Pillard presso la Société provençale de constructions aéronautiques, costruendo nel 1928 il primo idrovolante interamente in metallo in Francia, lo SPCA Paulhan-Pillard T3. Contribuì alla fabbricazione di aerei Dewoitine, e il 25 gennaio 1936 fu nominato Commendatore della Legion d'onore. Abbandonò l'aeronautica il giorno in cui morì il suo unico figlio, René (un pilota collaudatore), il 10 maggio 1937, alla presentazione dell'aereo da addestramento Caudron C.690 avvenuta a Villacoublay. Si ritirò a Saint-Jean-de-Luz, che lasciò raramente prima della sua morte. Nel 1960 fu invitato dalla compagnia aerea Air France a essere uno dei passeggeri del suo volo inaugurale senza scalo da Parigi a Los Angeles. Fu membro del Direttivo dell'Aéro-Club de France e vicepresidente dell'Associazione "Les Vieilles Tiges".
Morì il 10 febbraio 1963 a Saint-Jean-de-Luz, e fu sepolto nella sua città natale di Pézenas, dove è stato eretto un monumento in sua memoria; una targa sul muro in Rue Conti a Pézenas ricorda anche i suoi successi.

### Annotazioni
1. ↑  Il concorso per la progettazione di aeromodelli aveva come primo premio la costruzione a grandezza naturale del progetto vincitore, ma il suo risultò troppo complesso.
2. ↑  Il primo lotto di 10 licenze fu rilasciato in ordine alfabetico del cognome.

### Fonti
1. 1 2 3 4 5 6 7 8 9 10 11 12 13 14 15 16  Early Aviators.
2. 1 2 3 4 5 6 7 8 9  Collège Louis Paulhan.
3. 1 2 3 4 5 6 7 8  Mancini 1936, p. 485.
4. 1 2 3 4 5 6 7 8 9 10 11 12 13 14 15 16 17 18 19 20 21 22 23 24 25 26 27 28 29 30 31 32 33 34 35 36  Hydroretro.
5. 1 2 3 4 5  Hill.
6. 1 2 3  Aditya.
7. 1 2 3 4  Farman 1910, p. 324.
8. 1 2 3  Leonc.